# Comuna Voikove, Pervomaiske
Voikove (în ucraineană Войкове) este o comună în raionul Pervomaiske, Republica Autonomă Crimeea, Ucraina, formată din satele Dmîtrivka, Vidkrîte și Voikove (reședința).

## Demografie
Componența lingvistică a comunei Voikove
     Rusă (50,31%)
     Tătară crimeeană (35,08%)
     Ucraineană (13,14%)
     Alte limbi (0,57%)
Conform recensământului din 2001, majoritatea populației comunei Voikove era vorbitoare de rusă (50,31%), existând în minoritate și vorbitori de tătară crimeeană (35,08%) și ucraineană (13,14%).